# Pielești (okręg Ardżesz)
Pielești – wieś w Rumunii, w okręgu Ardżesz, w gminie Cotmeana. W 2011 roku liczyła 150 mieszkańców.